# Дасел (Минесота)
Дасел (енгл. Dassel) град је у америчкој савезној држави Минесота.

## Демографија
По попису из 2010. године број становника је 1.469, што је 236 (19,1%) становника више него 2000. године.
| Група             | 2000.         | 2010.         |
| Белци             | 1.195 (96,9%) | 1.391 (94,7%) |
| Афроамериканци    | 0 (0,0%)      | 5 (0,3%)      |
| Азијати           | 5 (0,4%)      | 12 (0,8%)     |
| Хиспаноамериканци | 23 (1,9%)     | 29 (2,0%)     |
| Укупно            | 1.233         | 1.469         |